# Louis-Joseph Praire-Royet
Pour les articles homonymes, voir Royet.
Louis-Joseph Praire-Royet également appelé Praire-Terrenoire est un négociant et homme politique français né le 18 mars 1756  et mort à Lyon, le 4 décembre 1793. Il a été maire de Saint-Étienne au moment de la crise fédéraliste sous la Révolution française.

## Biographie
Fils et petit-fils de marchand de rubans, son père avait acheté une charge de secrétaire du roi. Il est lui-même un des plus importants marchands de rubans de Saint-Étienne. Il est élu au District en 1790 où il s'oppose en 1792 à la municipalité jacobine. Il est élu maire le 2 décembre 1792de Saint-Étienne par 423 voix sur 600 votants. 
Proche des Girondins, il soutient le mouvement fédéraliste et accueille une colonne lyonnaise qui vient contrôler la Manufacture d'armes de guerre le 11 juillet 1793. Le 28 août, une émeute oblige les Lyonnais à évacuer Saint-Étienne et Praire les suit dans leur retraite. 
Il est arrêté vers Boën le 11 septembre et emprisonné par les autorités révolutionnaires. Il est fusillé le 4 décembre 1793 (14 frimaire an II) avec 59 autres rebelles sur la plaine des Brotteaux. Le 21 juin 1795 (3 messidor an III), à l’occasion d’une grande cérémonie, le maire Chovet de la Chance inaugure un buste solennellement couronné portant l’inscription : La commune de Saint-Étienne reconnaissante au maire Praire et aux autres citoyens morts, comme lui, victimes de leur dévouement.

## Sources
- Jean-Baptiste Galley, Saint-Étienne et son district pendant la Révolution, St-Étienne 1903-1907, 3 vol.
- MEMORIAL DE LYON EN 1793. Vie, mort et famille des victimes lyonnaises de la Révolution, T. V : Les victimes de la famille Praire. Ed. lyonnaises d’art et d’histoire, s.d.